# Mozambique
Mozambique, tên chính thức là Cộng hòa Mozambique (phiên âm: Mô-dăm-bích; tiếng Bồ Đào Nha: Moçambique hay República de Moçambique, phát âm tiếng Bồ Đào Nha: [ʁɛ'publikɐ dɨ musɐ̃'bikɨ]), là một quốc gia ở đông nam châu Phi, giáp với Ấn Độ Dương về phía đông, Tanzania về phía bắc, Malawi và Zambia về phía tây bắc, Zimbabwe về phía tây, Eswatini và Nam Phi về phía tây nam. Vasco da Gama đã đến đây năm 1498 và quốc gia này đã bị Bồ Đào Nha chiếm làm thuộc địa năm 1505. Đến năm 1510, người Bồ Đào Nha đã kiểm soát hết các vương quốc Hồi giáo Ả Rập ở bờ đông châu Phi.
Quốc gia này là một thành viên của Cộng đồng các quốc gia tiếng Bồ Đào Nha và của Commonwealth of Nations. Mozambique (Moçambique) được đặt tên theo Mussa Bin Bique, người cai trị đảo Mozambique.
Mozambique lập quan hệ ngoại giao với Việt Nam ngày 25 tháng 6 năm 1975.

## Lịch sử
Giữa thế kỷ I và thế kỷ IV sau Công nguyên, làn sóng dân nói tiếng Bantu đã nhập cư từ phía tây và bắc qua thung lũng sông Zambezi và dần dần xâm nhập vào cao nguyên và các khu vực ven biển. Họ là những người nông dân và thợ sắt.

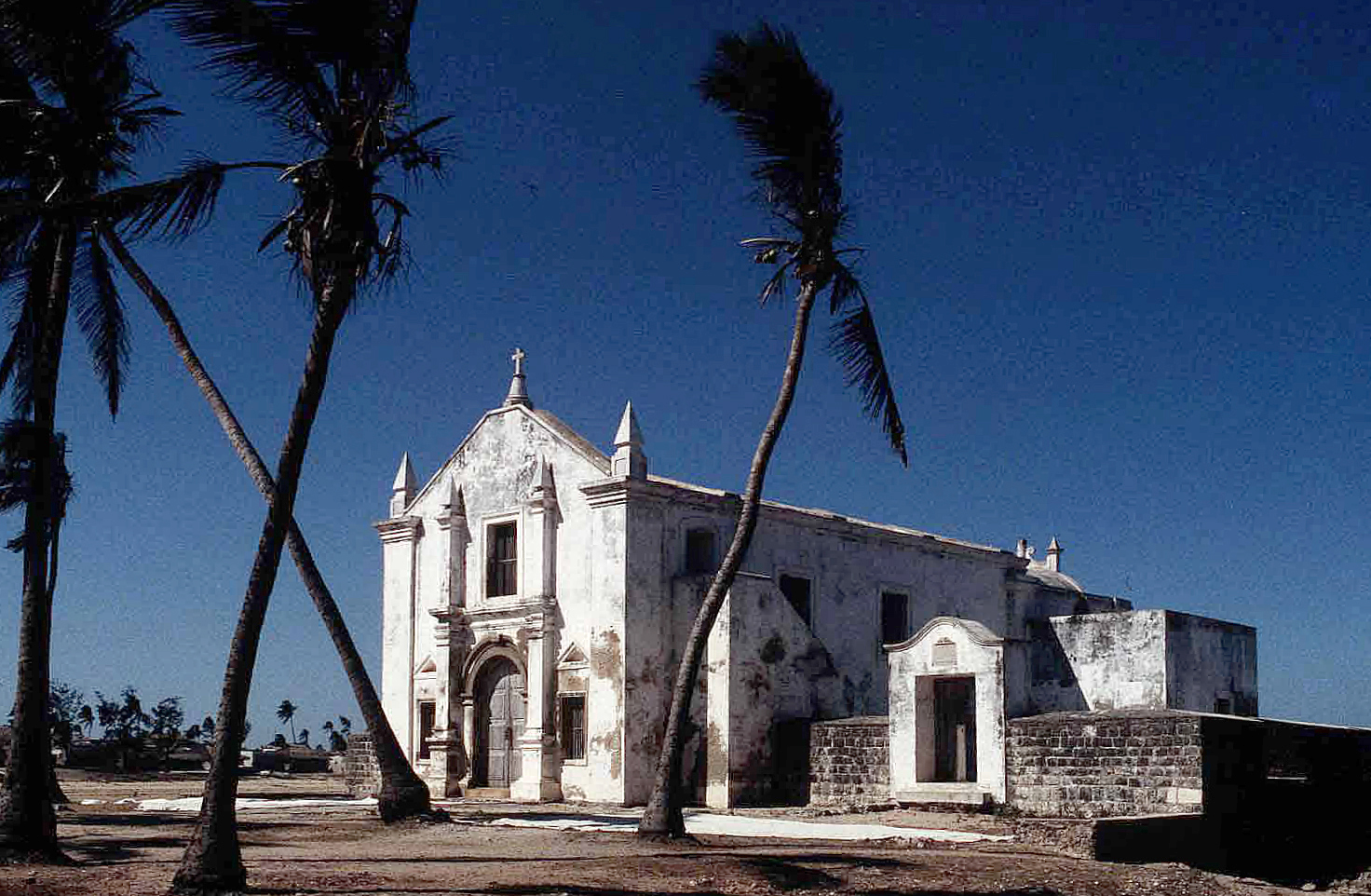
Đảo Mozambique là một đảo san hô nhỏ tại cửa vịnh Mossuril bên bờ biển Nacala ở phía nam Mozambique, lần đầu được người châu Âu khám phá cuối những năm 1400.

Các thương gia Indonesia và Ấn Độ thường xuyên đến các vùng duyên hải. Vào thế kỷ XII, người Ả Rập đến lập các thương điếm và khai thác cạn kiệt tài nguyên của vùng.
Năm 1498, Vasco da Gama lần đầu tiên đặt chân lên vùng đất này. Năm 1544, Lourenco Marques cho xây dựng thành phố mang tên ông ta (thành phố Maputo hiện nay). Trong 2 thế kỷ XVII và X, ảnh hưởng của Bồ Đào Nha được khẳng định trong vùng hạ thung lũng phía đông, nơi đây trở thành trung tâm mua bán nô lệ. Biên giới thuộc địa mới của người Bồ Đào Nha được ấn định qua các hiệp ước với Đức và Anh (1886- 1893).
Đầu thế kỷ XX, người Bồ Đào Nha đã chuyển quyền điều hành quản lý Mozambique cho các công ty tư nhân lớn như Mozambique Company, Zambezi Company và Niassa Company, các công ty thuộc quyền kiểm soát và cung cấp tài chính của nước Anh, quốc gia thiết lập các tuyến đường ray từ đây đi các nước láng giềng và cung cấp lao động người Phi (thường là bắt buộc và với giá rẻ mạt) cho các đồn điền và hầm mỏ ở các thuộc địa Anh quốc gần đó và ở Nam Phi. Do chính sách và kế hoạch phát triển chủ yếu là mang lại lợi ích cho người Bồ Đào Nha nên người ta ít quan tâm đến việc hội nhập và phát triển của các cộng đồng dân Mozambique bản địa. Do đó, những người bản xứ chịu cảnh phân biệt đối xử cũng như sức ép xã hội. Mozambique trở thành một tỉnh hải ngoại của Bồ Đào Nha năm 1951.
Năm 1962, Eduardo Mondlane và Mục sư Uria Simango thành lập Mặt trận Giải phóng Mozambique (FRELMO), đặt căn cứ tại thành phố Dar es-Salaam ở Tanzania. Năm 1964, Mặt trận Giải phóng Mozambique tiến hành các cuộc chiến tranh du kích chống lại ách thống trị Bồ Đào Nha. Nãm 1965, tổ chức này giành quyền kiểm soát 20% lãnh thổ nhưng những bất đồng nội bộ dẫn đến việc ám sát Mondlane năm 1969.
Mặt trận giải phóng Mozambique (FRELIMO) đã khởi xướng một chiến dịch chiến tranh du kích chống lại sự cai trị của Bồ Đào Nha vào tháng 9 năm 1964. Xung đột này, cùng với các xung đột khác ở các thuộc địa Bồ Đào Nha như Angola và Guinea-Bissau, đã trở thành cuộc chiến tranh thuộc địa Bồ Đào Nha (1961-1974). Năm 1973, Bồ Đào Nha buộc phải đưa đến 40.000 quân để trấn áp quân nổi dậy. Năm 1975, Mozambique tuyên bố trở thành nước Cộng hòa độc lập.
Sau 10 năm chiến tranh và sau cuộc trở lại dân chủ của Bồ Đào Nha thông qua một cuộc đảo chính quân sự ở Lisboa (cách mạng cẩm chướng tháng 4 năm 1974), FRELIMO đã giành quyền kiểm soát lãnh thổ này. Trong vòng 1 năm, hầu như toàn bộ dân Bồ Đào Nha đã rời quốc gia này, một số vì sợ hãi, một số bị buộc phải ra đi. Mozambique độc lập khỏi Bồ Đào Nha ngày 25 tháng 6 năm 1975.
Nhưng sau đó, từ năm 1976 đến năm 1992, nước này lâm vào một cuộc nội chiến đẫm máu, cướp đi sinh mạng của gần 1 triệu người.
Tháng 10 năm 1994, cuộc tổng tuyển cử đa đảng đầu tiên ở Mozambique đã bầu trực tiếp Tổng thống và 250 đại biểu Quốc hội. Ông Joaquim Alberto Chissano, Chủ tịch Đảng Frelimo đắc cử Tổng thống, Đảng FRELIMO giành được 129 trong tổng số 250 ghế đại biểu Quốc hội. Ngày 9 tháng 12 năm 1994, Tổng thống J.A.Chissano tuyên thệ nhậm chức và thành lập Chính phủ đoàn kết, hòa hợp dân tộc.
Mặc dù chưa bao giờ chịu sự chi phối của nước Anh, nhưng năm 1995, Mozambique lại bày tỏ mong muốn tham gia vào Khối thịnh vượng chung Anh.
Tháng 7 năm 2003, Mozambique là Chủ tịch luân phiên của Liên minh châu Phi (AU).
Tháng 12 năm 2004, Mozambique đã phải trải qua một thời kỳ chuyển giao quyền lực khi Joaquim Chissano rút lui khỏi chính trường sau 18 năm lãnh đạo đất nước. Cuộc bầu cử Tổng thống đã diễn ra vào tháng 12 năm 2004 với tháng lợi thuộc về Armando Emilio Guebuza. Trong cuộc bầu cử vào tháng 11 năm 2009, ông Guebuza đã tái đắc cử Tổng thống với 76,3% số phiếu bầu.

### Xung đột và nội chiến
Chủ tịch đảng Mặt trận Giải phóng Mozambique, Samora Machel, trở thành Tổng thống. Machel tiến hành quốc hữu hóa các lãnh vực kinh tế, giáo dục và y tế.
Đất nước lại rơi vào nội chiến giữa Mặt trận Giải phóng Mozambique và phong trào Kháng chiến Dân tộc Mozambique thành lập năm 1981 và được Nam Phi hậu thuẫn.
Năm 1986, Tống thống Machel qua đời trong một tai nạn máy bay. Joaquim Chissano trở thành nhà lãnh đạo mới của đất nước. Hiến pháp năm 1990 thiết lập thể chế đa đảng. Năm 1992, Mặt trận Giải phóng Mozambique và tổ chức Kháng chiến Dân tộc Mozambique ký hiệp ước hòa bình dưới sự bảo hộ của Liên Hợp Quốc. J. Chissano trở thành Tổng thống sau cuộc tuyển cử tự do năm 1994 và tái đắc cử năm 1999.

## Đơn vị hành chính
Mozambique được chia thành 10 tỉnh (provincias) và 1 thành phố thủ đô (cidade capital) ngang cấp tỉnh. Các tỉnh lại được chia ra thành 129 huyện (distrito). Các huyện được chia thành 405 "Postos Administrativos" (điểm hành chính) và chia tiếp thành các localidade (thôn làng), cấp địa lý thấp nhất. Từ năm 1998, 33 "Municípios" (đô thị) đã được lập ở Mozambique.
| 1. Cabo Delgado 2. Gaza 3. Inhabane 4. Manica 5. Maputo (city) 6. Maputo 7. Nampula 8. Niassa 9. Sofala 10. Tete 11. Zambezia | Bản đồ tỉnh Mozambique |

## Địa lý
Mozambique ở khu vực Nam Phi, Bắc giáp Tanzania; Tây giáp Malawi,Zambia, Zimbabwe, Nam Phi, Eswatini; Đông giáp Ấn Độ Dương. Lãnh thổ quốc gia gồm vùng đồng bằng rộng lớn ven biển (45% diện tích lãnh thổ) trải dài trên 2.000 km từ Bắc đến Nam. Vùng núi (đỉnh Namuli, 2.419 m) và cao nguyên trải rộng ở phía tây Bắc rồi thoải dần về phía nam.

## Chính trị
Mozambique theo chế độ cộng hòa, đa đảng.
Các đảng phái: Đảng cầm quyền hiện nay là Đảng FRELIMO. Ngoài ra, còn có các đảng RENAMO, Đảng Dân chủ Mozambique (PDM), Đảng Liên minh dân chủ Mozambique (CODEMO), Đại hội Độc lập Mozambique (COINMO). Tổng thống được bầu bằng hình thức phổ thông đầu phiếu với nhiệm kỳ 5 năm là người đứng đầu nhà nước. Thủ tướng do Tổng thống chỉ định là người đứng đầu chính phủ. Tổng thống hiện nay là ông Armando Emilio Guebuza (cũng là Chủ tịch Đảng FRELIMO) và Thủ tướng là bà Luisa Diogo. Quốc hội: Có 250 ghế, được bầu bằng hình thức phổ thông đầu phiếu và có nhiệm kỳ 5 năm. Hiện nay Quốc hội do Đảng FRELIMO chiếm đa số.

## Đối ngoại
Mozambique là thành viên tích cực của Liên minh châu Phi (AU), là một lực lượng nòng cốt trong Phong trào không liên kết (KLK), Cộng đồng các nước nói tiếng Bồ Đào Nha (PALOP), Khối thịnh vượng chung Anh (Commonwealth), là thành viên Cộng đồng Phát triển miền Nam châu Phi (SADC).
Với cương vị Chủ tịch Liên minh châu Phi (AU) năm 2003, Mozambique đã đóng góp tích cực vào việc giải quyết xung đột, tăng cường hợp tác đấu tranh bảo vệ lợi ích chính đáng của các nước châu Phi và các nước đang phát triển.
Trong chính sách đối ngoại, Mozambique ưu tiên phát triển quan hệ với các nước láng giềng, khu vực và các nước bạn bè truyền thống như Nga, Trung Quốc, Việt Nam.

## Kinh tế
Nông nghiệp chiếm khoảng 80% lực lượng lao động và đóng vai trò quan trọng trong nền kinh tế: người bản xứ trồng các loại cây lương thực (lúa mì, lúa gạo, ngô, sắn, lạc); còn trên các vùng canh tác lớn, người châu Âu trồng các loại cây phục vụ ngành xuất khẩu (bông vải, điều, mía, cây có sợi, chè và cơm dừa khô). Ngành đánh bắt cá biển cũng giữ vai trò đáng kể: tôm là mặt hàng chiếm 1/3 tổng sản phẩm xuất khẩu quốc gia. Ngoài ra, hai mặt hàng xuất khẩu quan trọng khác là hạt điều và đường. Công nghiệp còn trong tình trạng phôi thai. Nguồn tài nguyên khoáng sản (mica, sắt, đá quý) và năng lượng (thủy điện, than đá, khí đốt) tương đối dồi dào, nhưng chưa được chú trọng khai thác.
Kinh tế Mozambique bị suy sụp do các cuộc chiến tranh du kích và nội chiến kéo dài suốt 30 năm, là một trong những nước nghèo nhất thế giới phải nhờ đến sự giúp đỡ của quốc tế.
Tuy nhiên, từ đầu thập niên 90 của thế kỷ XX, Mozambique tiến hành một loạt cải cách kinh tế. Hầu hết mọi lĩnh vực của nền kinh tế đều được tự do hóa trong một chừng mực nào đó.
Hơn 900 doanh nghiệp nhà nước được tư nhân hóa. Từ năm 1996, lạm phát thấp, tỷ giá hối đoái ổn định. Mức tăng trưởng kinh tế hàng năm của Mozambique đạt 10% từ năm 1997 đến năm 1999. Tuy vậy đất nước này còn phải phụ thuộc vào sự trợ giúp nước ngoài để cân bằng ngân sách và bù vào sự mất cân đối giữa xuất khẩu và nhập khẩu
Ngoài ra việc xuất khẩu điện (có đập thủy điện nổi tiếng Cahora Bassa), dịch vụ cảng, đường giao thông quá cảnh cho các nước láng giềng là nguồn thu ngoại tệ lớn cho nền kinh tế Mozambique.
Hiện nay Mozambique đạt nhiều thành công trong quá trình cải cách kinh tế, sử dụng hiệu quả các nguồn tài trợ của quốc tế, duy trì mức tăng trưởng liên tục từ 7% đến 8%/năm.
Các chỉ số kinh tế: GDP: 5,6 tỷ USD (2005), đạt mức tăng trưởng 7,2%. Cũng trong năm 2005, xuất khẩu đạt 1,69 tỷ USD, nhập khẩu đạt 2,04 tỷ USD.
Năm 2007, tổng sản phẩm quốc nội của Mozambique là 6,96 tỷ USD, đạt mức tăng trưởng 7,5%. Như vậy, GDP bình quân đầu người của Mozambique là gần 300 USD/người/năm.
Là một nước nông nghiệp, nông nghiệp thu hút khoảng 81% lực lượng lao động và đóng góp vào khoảng 23,1% GDP của Mozambique. Các sản phẩm nông nghiệp chủ yếu của nước này là: sợi bông, mía, chè, lúa miến, cùi dừa, lạc, hạt điều, hoa quả nhiệt đới, khoai tây, bò. Trước đây nước này xuất khẩu hạt điều đạt 29.000 tấn/năm đứng thứ ba châu Phi. Sản xuất nông nghiệp chưa đáp ứng được như cầu trong nước, do vậy hàng năm, Mozambique phải nhập từ 20-30 vạn tấn gạo. Đây là một cơ hội để gạo của Việt Nam thâm nhập thị trường này.
Công nghiệp chỉ thu hút 6% lao động nhưng đóng góp vào 30,2% GDP của Mozambique. Mozambique xuất khẩu lượng điện tương đối lớn nhờ có đập thủy điện nổi tiếng Cahora Basa.
Dịch vụ của Mozambique khá phát triển, thu hút 13% lực lượng lao động và đóng góp 46,7% GDP (2007). Các dịch vụ cảng, đường giao thông quá cảnh sang các nước láng giềng là nguồn thu ngoại tệ lớn cho nền kinh tế nước này.
Về ngoại thương, năm 2007, kim ngạch xuất khẩu của Mozambique ra thế giới đạt 2,73 tỷ USD. Các mặt hàng xuất khẩu chính của nước này là nhôm, tôm, sợi bông, đường, gỗ xây dựng, cam quýt, điện. Các nước mà Mozambique xuất hàng sang chủ yếu là Hà Lan, Nam Phi, Malawi.
Năm 2007, Mozambique nhập khẩu 3,03 tỷ USD hàng hoá như: máy móc thiết bị, sản phẩm hoá học, sản phẩm kim loại, lương thực, hàng dệt may...
Năm 2010, tổng sản phẩm quốc nội của Mozambique là 10,21 tỷ USD, đạt mức tăng trưởng 8,3%. Như vậy, GDP bình quân đầu người của Mozambique là gần 500 USD/người/năm.
Về ngoại thương, năm 2010, kim ngạch xuất khẩu của Mozambique ra thế giới đạt 2,51 tỷ USD. Các mặt hàng xuất khẩu chính của nước này là nhôm, tôm, sợi bông, đường, gỗ xây dựng, cam quýt, điện. Các nước mà Mozambique xuất hàng sang chủ yếu là Hà Lan, Nam Phi, Malawi.
Năm 2010, Mozambique nhập khẩu 3,53 tỷ USD hàng hoá như: máy móc thiết bị, sản phẩm hoá học, sản phẩm kim loại, lương thực, hàng dệt may... Đối tác chính là Nam Phi, Hà Lan, Ấn Độ, Trung Quốc.

## Dân số
Dân số Mozambique hiện khoảng 24.905.585 người. Với thành phần dân tộc đa dạng: người bản xứ gốc Phi chiếm 99.66% (bao gồm người Makhuwa, Tsonga, Lomwe, Sena, và các dân tộc khác),người châu Âu 0.06%, lai 0.2%, người Ấn Độ 0.08%.

## Giáo dục
Nền giáo dục của Mozambique còn gặp nhiều khó khăn do tình hình đất nước bất ổn; đói nghèo; tình trạng thiếu trường lớp, giáo viên... Đầu thập kỉ 1990, khoảng 67% dân số vẫn còn mù chữ. Mozambique có một trường Đại học chính là Eduardo Mondlane ở thủ đô Maputo.

## Tôn giáo
Tôn giáo tại Mozambique (2007)
Điều tra dân số năm 2007 cho thấy rằng các Kitô hữu chiếm 56,1% dân số và người Hồi giáo chiếm 17,9% dân số. Có 7,3% là các tín ngưỡng khác, chủ yếu là vạn vật hữu linh, và 18,7% không có niềm tin tôn giáo.
Giáo hội Công giáo Rôma Mozambique đã thành lập mười hai giáo phận (Beira, Chimoio, Gurué, Inhambane, Lichinga, Maputo, Nacala, Nampula, Pemba, Quelimane, Tete, và Xai-Xai, 3 tổng giáo phận là Beira, Maputo và Nampula).
Giáo hội Các Thánh hữu Ngày sau của Chúa Giêsu Kitô đã thiết lập một sự hiện diện ngày càng tăng ở Mozambique. Nó đã bắt đầu gửi các nhà truyền giáo đầu tiên đến Mozambique vào năm 1999, và, tháng 12 năm 2011, đã có hơn 5600 thành viên.
Hồi giáo là tôn giáo của khoảng 4 triệu người Mozambique, hay khoảng 17,9% tổng dân số. Phần lớn là người Hồi giáo Sunni, mặc dù một số ít là người Hồi giáo Shia cũng đã được đăng ký. Những người Hồi giáo bao gồm chủ yếu là người Mozambique bản địa, người gốc Nam Á (Ấn Độ và Pakistan), và một số lượng rất nhỏ người gốc Bắc Phi và Trung Đông.